# Sergio Álvarez

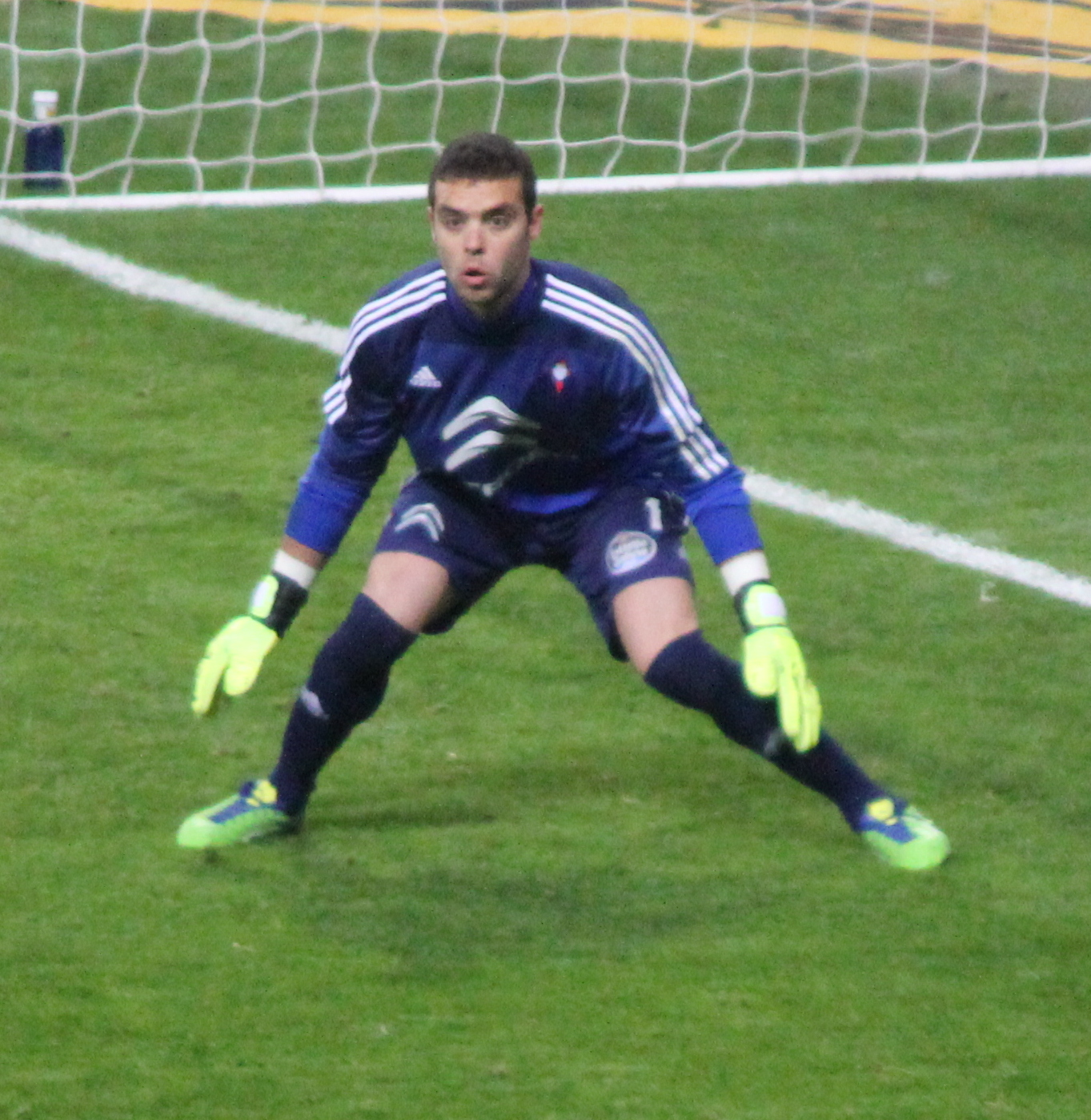
Sergio Álvarez (2013)

Sergio Álvarez Conde (ur. 3 sierpnia 1986 w Catoirze) – hiszpański piłkarz występujący na pozycji bramkarza w Celta Vigo.